# Большеторханское сельское поселение
Большеторха́нское се́льское поселе́ние (чув. Мӑн Турхан ял тӑрӑхӗ) — муниципальное образование в Вурнарском районе Чувашии Российской Федерации.
Административный центр — деревня Большие Торханы.

## История
Статус и границы сельского поселения установлены Законом Чувашской Республики от 24 ноября 2004 года № 37 «Об установлении границ муниципальных образований Чувашской Республики и наделении их статусом городского, сельского поселения, муниципального района и городского округа».

## Население
| 2010 | 2012  | 2013  | 2014  | 2015 | 2016 | 2017 |
| ---- | ----- | ----- | ----- | ---- | ---- | ---- |
| 1104 | ↘1057 | ↘1020 | ↘1006 | ↘972 | ↘945 | ↘902 |
| 2018 | 2019  | 2020  | 2021  |      |      |      |
| ↘897 | ↘857  | ↘842  | ↘814  |      |      |      |

## Состав сельского поселения
| № | Населённый пункт | Тип населённого пункта          | Население |
| - | ---------------- | ------------------------------- | --------- |
| 1 | Альмень-Сунары   | деревня                         | ↗247      |
| 2 | Артеменькино     | село                            | ↗53       |
| 3 | Большие Торханы  | деревня, административный центр | ↗234      |
| 4 | Кожиково         | деревня                         | ↗62       |
| 5 | Кумаши           | деревня                         | ↗248      |
| 6 | Тюлюкасы         | деревня                         | ↗54       |
| 7 | Тюмбеки          | деревня                         | ↗122      |
| 8 | Чиршкас-Мураты   | деревня                         | ↗315      |